# Рот ам Зе
Рот ам Зе (њем. Rot am See) општина је у њемачкој савезној држави Баден-Виртемберг. Једно је од 30 општинских средишта округа Швебиш Хал. Према процјени из 2010. у општини је живјело 5.232 становника. Посједује регионалну шифру (AGS) 8127071.

## Географски и демографски подаци
Рот ам Зе се налази у савезној држави Баден-Виртемберг у округу Швебиш Хал. Општина се налази на надморској висини од 419 метара. Површина општине износи 74,8 km². У самом мјесту је, према процјени из 2010. године, живјело 5.232 становника. Просјечна густина становништва износи 70 становника/km².

## Међународна сарадња
| Мјесто | Држава    | Врста сарадње | Од    |
| ------ | --------- | ------------- | ----- |
|        | Француска | контакт       | 1986. |
| Извор  |           |               |       |